# اریک لوئیس
اریک لوئیس (انگلیسی: Erick Luis؛ زادهٔ ۱۶ ژوئیهٔ ۱۹۹۲) بازیکن فوتبال اهل برزیل است.